# Mel de melada

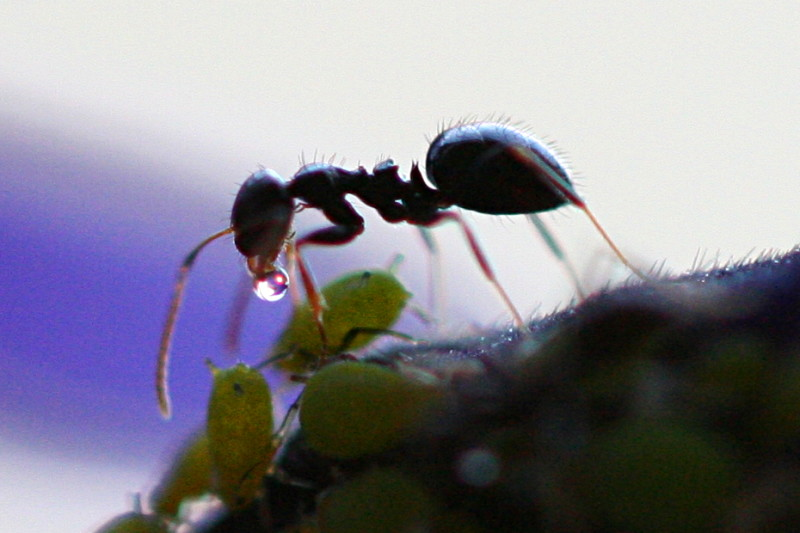
Un àfid produeix la secreció que farà la mel de melada per a una formiga en relació simbiòtica.

La mel de melada és un líquid ensucrat enganxós secretat per àfids i algunes cotxinilles que s'alimenten de la saba de les plantes. També produeixen secrecions dolces algunes erugues de la família Lycaenidae i algunes arnes. Aquestes secrecions poden produir fumagina (capa de fongs negra a les fulles) que és un problema en jardineria.

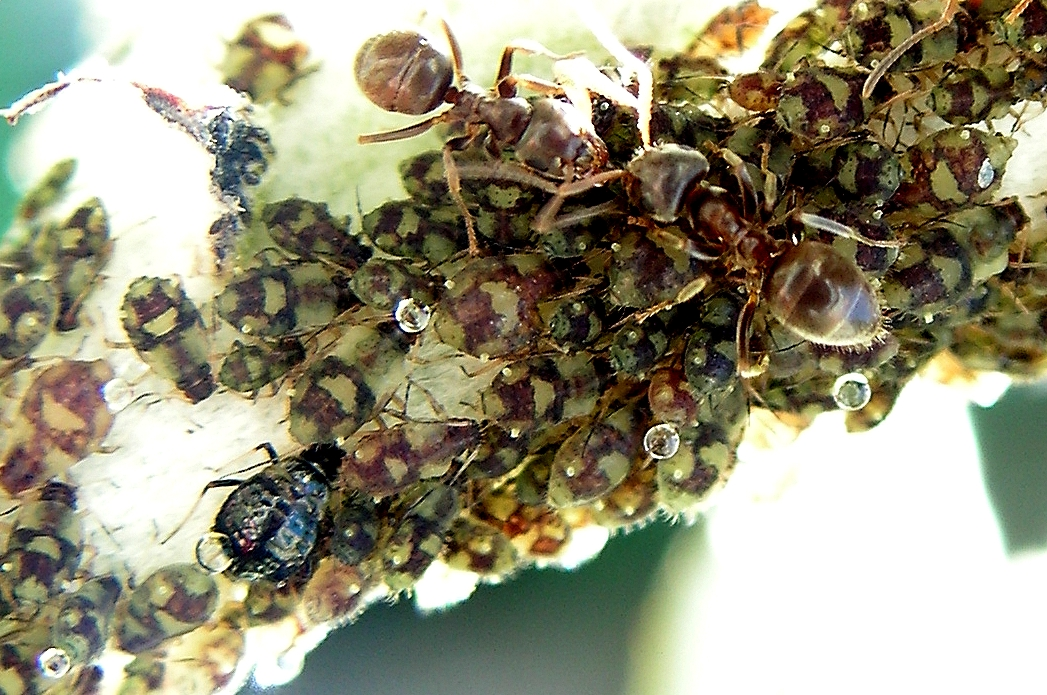
Es poden veure les gotes de la secreció dolça en alguns àfids.

La secreció dolça és recollida per certes espècies d'ocells, vespes i abelles de la mel (aquestes la transformen en mel de melada pròpiament dita). La mel de melada és fosca i molt apreciada a parts d'Europa i Àsia i es considera medicinal.
La mel monofloral de bosc és mel de melada.
Les formigues recullen la secreció dolça directament dels àfids i eviten que les marietes i altres depredadors ataquin els àfids.

## Mitologia
A la mitologia nòrdica la rosada cau del freixe Yggdrasil a la terra i segons el llibre Gylfaginning, "això és el que la gent anomena mel de rosada i d'on s'alimenten les abelles."
A la mitologia grega, méli, o "mel", cau del freixe (Fraxinus ornus) amb la qual les melíades, o nimfes del freixe, alimenten Zeus quan aquest és un infant a Creta,